# Hans Schneider (1855-1926)
Hans Schneider (Neumarkt, sinds 1945 Úterý 3 maart 1855 – Tepl, sinds 1945 Teplá, 16 november 1926) was een Boheems componist, dirigent en muziekcriticus.

## Levensloop
Schneider kreeg al als kind muziekles. Gedurende zijn schooltijd op het gymnasium in Pilsen kreeg hij van zijn muziekleraar les in muziektheorie en was tegelijkertijd dirigent van het schoolkoor. Hij studeerde natuurkunde aan de Karelsuniversiteit in Praag. In deze tijd was hij dirigent van de academische zangvereniging "Liedertafel der deutschen Studenten in Prag". Na zijn studie werd hij docent natuurkunde en landbouwkunde aan de Duitstalige "Lehrerbildungsanstalt" in Praag, waar hij eveneens de kerkmuziek leidde en eigen koorcomposities uitvoerde. Vervolgens was hij privéleraar. Van 1883 tot 1926 was hij lector voor zang en harmonieleer aan de Duitse Universiteit in Praag. In 1883 werd hij dirigent van de zangvereniging "Liedertafel" (later als: "Prager Universitätssängerschaft Barden" bekend), waarmee hij ook in het buitenland bekend werd. In 1902 werd hij tot "Universitätsmusikdirektor" benoemd. Schneiders belangrijke positie in de zangfederatie van de Sudeten-Duitsers weerspiegelt zich in zijn functie als spreker en muzikaal adviseur van de Deutscher Sängerbund in Böhmen (1896). Hij was verantwoordelijk voor de organisatie van de grote zangersfeesten in Cheb (1898) en Ústí nad Labem (1904) en oogstte daarmee groot succes.
Heel succesrijk waren ook de deelnames aan de feesten van de "Algemene Duitse Zangersbond (Allgemeiner Deutscher Sängerbund)" in Graz (1902), Wrocław (1907) en Neurenberg (1912), waar hij de algehele feestdirigent voor het keizerrijk Oostenrijk-Hongarije was. Als bekroning van zijn levenswerk wordt de oprichting van de "Zangersbond van de Sudeten-Duitsers (Sudetendeutscher Sängerbund) in 1921 beschouwd.
Hij was eveneens werkzaam als muziekcriticus en recensent voor de dagbladen "Bohemia" en het "Prager Tagblatt". Als componist schreef hij vooral kerkmuziek, werken voor koren. Voor harmonieorkest schreef hij de Rainer Marsch.